# Pigeon Island/Wāwāhi Waka
Pigeon Island/Wāwāhi Waka ist eine Insel im Lake Wakatipu, in der Region Otago, auf der Südinsel von Neuseeland.

## Geographie
Die Insel befindet sich im nördlichen Arm des Lake Wakatipu, knapp 23 km nordwestlich von Queenstown entfernt. Mit einer Nord-Süd-Ausrichtung erstreckt sich die Insel über eine Länge von rund 2,47 km und einer maximalen Breite von 1,195 km in Ost-West-Richtung. Damit dehnt sich Pigeon Island/Wāwāhi Waka über eine Fläche von rund 1,73 km² aus. Mit einer maximalen Höhe 463 m über dem Meeresspiegel erhebt sich die Insel rund 153 m aus dem Wasser.
Die Insel, die zu beiden Seiten des länglichen Sees rund 1,2 km und 2,1 km entfernt liegt, ist spärlich bewachsen und mit etwas Baumbestand im südwestlichen Teil versehen.
Die Nachbarinsel Pig Island/Mātau schließt sich rund 335 m südsüdöstlicher Richtung an.